# Nicole Johnny
Nicole Johnny ist eine US-amerikanische Finanzexpertin und Investmentmanagerin aus der Navajo Nation. Sie ist als Investment Associate bei Raven Indigenous Capital Partners tätig, einem indigen geführten Venture-Capital-Unternehmen mit Fokus auf Investitionen in Unternehmen indigener Eigentümerinnen und Eigentümer in den Vereinigten Staaten und Kanada. Ihre berufliche Laufbahn umfasst Tätigkeiten in der Immobilienbewertung, öffentlichen Verwaltung und im Finanzdienstleistungsbereich.

## Herkunft und Ausbildung
Nicole Johnny stammt aus der Navajo Nation und gehört dem Clan Kiyaa’áanii an. 
Als Mitglied einer traditionell unterversorgten und unterrepräsentierten Gemeinschaft ist Johnnys Weg zum Erfolg tief in ihrer Erziehung und ihrem kulturellen Erbe verwurzelt. Er ist geprägt von Durchhaltevermögen, vom Wunsch, anderen zu helfen und gleichzeitig vom Ehrgeiz, sich in modernen Finanzsystemen zurechtzufinden und erfolgreich zu sein.
In Tóniłtsʼílí (Crystal, New Mexico) aufgewachsen, in einem Haushalt, der in der Navajo-Tradition verwurzelt ist, verdankt Johnny ihren Großeltern das, was sie als starke Grundlage an kulturellem Wissen hat. 
Die Dualität von tiefgreifender traditioneller Weisheit und systematischen Barrieren zur formalen Bildung motivierte Johnny, höhere Bildung anzustreben, und sie wurde schließlich die Erste in ihrer Familie, die einen Hochschulabschluss erlangte. Dabei musste sie finanzielle und emotionale Hürden überwinden. Ihre Entschlossenheit führte dazu, dass sie sich um das renommierte Bill-und-Melinda-Gates-Stipendium bewarb und es erhielt, das sie nutzte, um ihre Ausbildung zu finanzieren.
Sie absolvierte ein Bachelorstudium in Finanzwesen und Wirtschaft sowie einen Master of Business Administration (MBA) mit Schwerpunkt Finanzwesen an der Pepperdine University in Kalifornien.

## Beruflicher Werdegang
Johnny begann ihre berufliche Laufbahn 2009 mit einem Praktikum im Büro des US-Senators Tom Udall. Danach war sie unter anderem in folgenden Positionen tätig:
- Associate Accountant im Office of the Controller der Navajo Nation
- Commissioner bei der Navajo Government Development
- Senior Appraiser im Real Estate Department der Navajo Nation (2014–2016)
- Appraisal Program Specialist beim United States Department of the Interior (2016–2021)
- Analyst bei RBC Capital Markets (2019–2020)
- Business Valuation & Litigation Analyst bei REDW (2021–2023)

Seit 2023 ist sie als Investment Associate bei Raven Indigenous Capital Partners tätig und arbeitet eng mit Althea Wishloff zusammen.

## Engagement und Mitgliedschaften
Neben ihrer beruflichen Tätigkeit ist Johnny in mehreren gemeinnützigen Organisationen aktiv. Sie ist Vorstandsmitglied bei:
- Interimspräsident bei Changing Woman Initiative, einer gemeinnützigen Organisation zur Förderung indigener Frauengesundheit
- Diné Development Corporation[5], eine Unternehmensgruppe im Besitz der Navajo Nation, die Regierungsbehörden und kommerzielle Organisationen mit hochwertigen IT-, Fach-, Umwelt- sowie Forschungs- und Entwicklungsdienstleistungen versorgt
- WESST, einer Organisation zur Förderung von Kleinunternehmen in New Mexico[6]

Von 2014 bis 2015 trug sie den Titel Miss Indian New Mexico XLVII und ist derzeit Vizepräsidentin sowie Schatzmeisterin von Miss Indian New Mexico, Inc.

## Themenschwerpunkte
Johnnys Arbeit konzentriert sich auf wirtschaftliche Entwicklung innerhalb indigener Gemeinschaften. Durch ihre Tätigkeit bei Raven Indigenous Capital Partners ist sie an der Entwicklung alternativer Investitions- und Finanzierungsmodelle beteiligt, die kulturell relevante, gemeinwohlorientierte Kriterien berücksichtigen.
Sie arbeitet derzeit mit MIT Solve und den New Mexico Angel Investors zusammen, um eine Veranstaltung im Jahr 2025 in Albuquerque zu organisieren, die einheimische Jugendliche und Fachleute zusammenbringt, um das Unternehmertum im Bereich MINT zu erkunden. Ihr Ziel ist es, der nächsten Generation zu zeigen, dass sie ihre Unternehmen aufbauen können, während sie in ihren Gemeinschaften und Werten verwurzelt bleiben.